# Вейс, Игорь Дмитриевич
Игорь Дмитриевич Вейс (Вейсс; 1906—1941) — российский органист. Сын музыкального педагога Дмитрия Вейса.
В 1926 г. поступил в Московскую консерваторию по классу фортепиано, а окончил обучение десять лет спустя в органном классе Александра Гедике. Такая длительность учёбы объяснялась тем, что в начале 1930-х гг. Вейс был арестован и отправлен в лагерь, на строительство Беломорско-Балтийского канала. Отбывавший срок вместе с ним Николай Анциферов вспоминал:

Это был мечтательный мальчик, специальность его — игра на органе. Больше всего он, естественно, любил Баха. Он был очень наивен и еще совсем чист.

В лагере Вейс организовывал музыкальную самодеятельность: он написал оперу «Плотина № 6» и поставил её силами заключённых: один из них, пишет Анциферов,

одетый в ватник цвета хаки, вызывал другого на соревнование по выемке кубиков для плотины № 6, и ария его напоминала что-то вагнеровское.

После освобождения и завершения учёбы в 1937—1941 гг. работал органным мастером Московской консерватории и ассистентом в классе профессора Гедике, начал писать книгу «История органа». Мастерство Вейса-органиста высоко оценивалось как специалистами, так и меломанами (например, в мемуарах Андрея Козаржевского).
С началом Великой Отечественной войны 5 июля 1941 г. ушёл в народное ополчение (8-я Краснопресненская дивизия). В октябре погиб под Вязьмой.